# جون بايرون (توفي 1567)
     لشخصية أخرى تحمل اسم جون بايرون، طالع جون بايرون(توضيح).

السير جون بايرون (بالإنجليزية: Sir John Byron, Sr.)‏ (1488 - 1567) رجل نبيل وسياسي وفارس إنجليزي وعضو البرلمان.
كان ابن ووريث السير نيكولاس بايرون ووالد السير جون بايرون (توفي 1600).